# Resolución 2337 del Consejo de Seguridad de las Naciones Unidas
La Resolución 2337 del Consejo de Seguridad de las Naciones Unidas fue aprobada por unanimidad el 19 de enero de 2017. Se refiere a la aprobación para desarrollar la intervención militar de Gambia, que trata de lograr que el presidente Yahya Jammeh acepte una transición pacífica o la fuerza de entrega el poder al presidente electo, Adama Barrow; el mismo día de la resolución se llevó a cabo la intervención recibiendo el apoyo de la Unión Africana y la CEDEAO.